# Химиоэмболизация
Химиоэмболизация — метод локальной химиотерапии злокачественных новообразований различной локализации путём эмболизации (закрытия просвета с остановкой кровотока) питающей опухоль артерии эмболизирующим материалом, содержащим противоопухолевый препарат.
Относится к одному из типов вмешательств эндоваскулярной хирургии — интервенционной радиологии.
В России масляные рентгеноконтрастные препараты, насыщенные цитостатиком, стали использоваться с 1980 года. В дальнейшем, в связи с развитием технологий, в качестве эмболизирующего материала, насыщенного цитостатиками, стали применяться микросферы.

## История химиоэмболизации
- 1904 год — Немецкий учёный Ф. Блейхредер провёл серию экспериментов на собаках и людях, доказав возможность проведения по сосудам эластичного резинового катетера. Эти данные он не опубликовал, так как посчитал их бесперспективными.
- 1912 год — Ф. Блейхредер вместе с Е. Унгером и В. Лоебом проводят на Ф. Блейхредере опыт по длительному нахождению внутри сосудов резинового катетера. Опыт был удачным и прошёл без осложнений.
- 1920 год — Безопасные рентгенконтрастные препараты дали возможность для развития ангиографии.
- 1929 год — Прижизненная катетеризация сердца, документально запечатлённая рентгеновским снимком.
- 1950 год — Создание усилителей рентгеновского изображения и применение в качестве носителя кассеты рентгеновской плёнке в виде рулона позволили организовать динамическую съёмку.
- 1950 год — Первая химиоинфузия при опухоли печени. Из-за недостаточного развития технологий метод на то время был несовершенен и не нашел популярности.
- 1960 год — Появление и начало использования липиодола как рентгеноконтрастного препарата.
- 1964 год — В Портланде Ч. Доттер и М. Юдкинс непреднамеренно разрешили окклюзию у больного со стенозом почечных артерий, после чего стали применять методику для ремоделирования сосудов путём их дилатации (путём бужирования катетером сохранена нога у пациентки 82 лет с облитерирующим атеросклерозом нижних конечностей в стадии критической ишемии).
- 1970 год — Благодаря усилиям Уильяма Кука, к этому году создан основной ассортимент инструментов интервенционной радиологии.
- 1973 год — Ц. Регенсберг провёл первую химиоэмболизацию, используя кариолизин, гемостатическую губку и тромбовар.
- 1974 год — Д. Дойан провёл первую эмболизацию печёночных артерий (ЭПА). Эмболизирующим материалом служила нарезка гемостатической губки.
- 1979 год — К. Накакума провёл первые исследования по введению масляной суспензии.
- 1983 год — Т. Конно впервые выполнена масляная химиоэмболизация.
- 1986 год — В ЦНИРРИ Грановым А. М. и Борисовым А. Е. впервые была предложена методика комбинированной масляной артерио-портальной эмболизации.
- 1990 год — Появление первых микросфер. Они были биорастворимы и производились из крахмала.
- 2003 год — Появились полимерные микросферы с возможностью лекарственного наполнения, возможностью подбора нужного диаметра микросфер, обеспечивающие необратимую эмболизацию.
- 2010 год — 26 июля 2010 года химиоэмболизация в России выделена в отдельный вид высокотехнологичной медицинской помощи по профилю «Онкология».

## Виды химиоэмболизации
В настоящее время выделяют два вида химиоэмболизации.

### Масляная химиоэмболизация (МХЭ)
Суть процедуры заключается в подведении катетера под контролем ангиографической установки к артерии, питающей опухоль, введении масляного рентгеноконтрастного препарата, насыщенного цитостатиком, с последующей эмболизацией артерии или без неё. Это позволяет поддерживать в опухоли высокие концентрации химиопрепарата в течение нескольких часов, но не всегда обеспечивает необратимую эмболизацию сосудов опухоли.
- Масляные рентгеноконтрастные препараты представляют собой сложные эфиры жирных кислот, способных смешиваться с препаратами для химиотерапии. Не способны вызывать необратимую или длительную эмболизацию сосудов. Из масляных рентгеноконтрастных препаратов в настоящее время применяется Липиодол (Lipiodol), Этиодол.

### Химиоэмболизация микросферами
На микросферах до операции адсорбируют необходимый химиопрепарат. Под контролем ангиографической установки подводят катетер к артерии, питающей опухоль, и вводят микросферы. Диаметр микросфер подбирается в соответствии с ожидаемым диаметром микрососудистого русла опухоли. Микросферы «застревают» в микрососудистом русле, прекращая кровоток в опухоли, и начинают высвобождать цитостатический препарат.
- Микросферы — полимерные частицы сферической формы способные насыщаться препаратами для химиотерапии. Вызывают стойкую необратимую эмболизацию сосудов. Поддерживают терапевтически значимую дозу химиопрепарата до месяца.

Стоит отметить возможность насыщения микросфер не только препаратами для химиотерапии. В настоящее время проводятся исследования (в том числе и в России) по насыщению другими возможными препаратами с целью применения при различных заболеваниях.

## Показания к применению
Показания к применению масляной химиоэмболизации:
- гепатоцеллюлярная карцинома
- метастазы нейроэндокринных опухолей в печень
- метастазы колоректального рака в печень
- рак молочной железы
- рак поджелудочной железы

Показания к применению химиоэмболизация микросферами:
- Первичные опухоли печени и метастазы, в частности:
  - гепатоцеллюлярная карцинома,
  - холангиоцелюлярный рак,
  - метастазы колоректального рака,
  - метастазы нейроэндокринного рака(в том числе карциноида),
  - метастазы меланомы,
  - метастазы рака щитовидной железы,
  - метастазы рака молочной железы
- Опухоли почки(предоперационная химиоэмболизация)
- Опухоли головки поджелудочной железы
- Опухоли основания мозга
- Сосудистые внемозговые образования черепа
- Неоперабельные злокачественные опухоли лицевого черепа
- Неоперабельные злокачественные опухоли основания черепа

## Применяемые препараты
В химиоэмболизации применяются, как правило, те же препараты, что и для стандартной системной химиотерапии — доксорубицин,митомицин, эпирубицин, метотрексат, цисплатин, фторурацил, винкристин, гемцитабин.